# Victor Mercea (fizician)
Victor Mercea (n. 2 ianuarie 1924, Timișoara, România – d. 29 iunie 1987, Cluj-Napoca, România) a fost un fizician român, membru corespondent (1963) al Academiei Române, membru al Societății Americane Nucleare.
Studiile superioare le-a urmat la Facultatea de Electrotehnică din Timișoara (1942-1947). În 1949 își obține doctoratul la Universitatea din Cluj-Napoca, actuala Universitate Babeș-Bolyai, cu o teză despre fenomenele de transport în gaze (viscozitate și conductivitate termică). În 1963 îi este conferit titlul de doctor docent.
A fost profesor universitar la Universitatea din Cluj-Napoca. Profesor titular și apoi șef al Catedrei de Fizica Solidului, Magnetism și Electronică între 1963 și 1972, a fost decan al Facultății de Fizică  între anii 1981 și 1984. Între 1970 și 1987 este director al Institutului de Tehnologie Izotopică și Molecularǎ ITIM Cluj-Napoca. 
A elaborat lucrări în domeniile fizicii moleculare și a mecanicii fluidelor. A avut contribuții la producerea apei grele, înregistrând mai multe brevete de invenții.

## Distincții
A fost distins cu Ordinul Meritul Științific clasa a II-a (1971) „pentru merite deosebite în opera de construire a socialismului, cu prilejul aniversării a 50 de ani de la constituirea Partidului Comunist Român”.

## Lucrări
Rezultatele cercetărilor sale au fost publicate în circa 200 de lucrări științifice  dintre care: 
- Evaporarea lichidelor în apropierea echilibrului, 1952
- Separator de gaze, 1952
- Curgere capilară de gaze, 1954
- Structura materialelor poroase, 1954
- Electroliza în curent ondulat, 1955
- Curgerea amestecurilor gazoase prin membrane poroase, 1957
- The Separation oflsotopes in Dual - Temperature Systems with Open Circuits, 1967
- Shape of the Metastable „Peaks” in a Dempster Type Mass Spectrometer, 1969
- Fizica moleculei, 1975
- Introducere în spectrometria de masă, 1978
- Investigații în domeniul energiei, 1982.